# Ja wam pokażę! (serial telewizyjny)
Ja wam pokażę – polski serial obyczajowy na podstawie powieści Katarzyny Grocholi o tym samym tytule, emitowany w TVP1 od 2 września 2007 do 2 grudnia 2007. Główną rolę odegrała Edyta Jungowska.

## Obsada
- Edyta Jungowska – Judyta Kozłowska
- Radosław Krzyżowski – Adam
- Julia Kamińska – Tosia, córka Judyty
- Tomasz Wlaziński – Filip, chłopak Tosi
- Tomasz Sapryk – Tomasz Kozłowski, były mąż Judyty
- Anna Prus – Jolka, partnerka Tomasza
- Aleksandra Konieczna – Ula, przyjaciółka Judyty
- Waldemar Błaszczyk – Krzysztof, partner Uli
- Krzysztof Kowalewski – Karol, ojciec Judyty
- Marta Lipińska – Hanna, matka Judyty
- Paweł Królikowski – redaktor naczelny
- Andrzej Grabowski – pan Czesio
- Maksymilian Pawłowski – Piotrek Hański
- Tadeusz Szymków – Artur Kochasz
- Agnieszka Włodarczyk – sekretarka Irenka
- Hanna Śleszyńska – Jagoda
- Hanna Kochańska – redaktorka
- Marta Zygadło – redaktorka
- Agnieszka Dulęba-Kasza – redaktorka
- Zbigniew Buczkowski – samotny mężczyzna w Sopocie
- Anna Majcher – kelnerka
- Michał Piela – woźny w szkole
- Ewa Złotowska – dyrektorka liceum
- Magdalena Celówna – pedagog w liceum
- Malwina Buss – koleżanka Tosi
- Karolina Muszalak – Kasia, sekretarka Tomasza
- Zofia Merle – ciotka Hania
- Hanna Stankówna – pani Welczas
- Ryszard Jabłoński – policjant
- Izabela Dąbrowska – kobieta na policji
- Henryk Gołębiewski – robotnik Zdzisio
- Jerzy Braszka – robotnik Jerzy
- Franciszek Trzeciak – 2 role: mężczyzna w sklepie; pracodawca
- Ireneusz Dydliński – lekarz pogotowia
- Edward Dargiewicz – taksówkarz
- Stanisław Banasiuk – pracodawca
- Alicja Sapryk – pracodawca